# Sveriges invandring och utvandring
Sveriges invandring och utvandring är migration av människor till och från Sverige historiskt såväl som i nutid. Registrering av in- och utvandring började först under senare delen av 1800-talet. Tidigare in- och utvandring kan studeras med hjälp av släktforskning, historisk forskning, arkeologi och populationsgenetik. Detta har resulterat i ny kunskap om hur olika migrationsströmmar från olika väderstreck under historiens gång har bidrag till den kulturella och genetisk blandning som utgör svenskarnas ursprung, och även hur svenskättlingar och utlandssvenskar har slagit sig ned i olika delar av världen. Sveriges migrationspolitik och nivåer av in- och utvandring har varierat kraftigt genom historien. Under långa perioder förekom inga större folkförflyttningar över gränserna, men omfattande migration har tidvis skett mellan rikets västra och östra halva (dagens Finland). En omfattande utvandring till Nordamerika skedde kring sekelskiftet år 1900, särskilt åren 1880–1893. Sveriges invandring kom igång sent i jämförelse med invandringen till de gamla kolonialmakterna, men har varit stor jämfört med andra länder i Europa sedan sent 1900-tal. Efter andra världskriget skedde en successivt ökande arbetskraftsinvandring. Asylinvandringen hade toppar år 1994 till följd av Jugoslavienkrigen, 2006 till följd av Irakkriget, 2015 till följd av migrationskrisen i Europa, främst i spåren av inbördeskriget i Syrien. Som en följd av Ukrainakriget kom det från 2022 ett stort antal flyktingar som fick tillfälliga uppehållstillstånd enligt EU:s massflyktsdirektiv. De vanligaste typerna av uppehållstillstånd under perioden 2010–2019 var, i fallande ordning, arbetsmarknadstillstånd, asyl samt anhöriga till dem med arbetsmarknadstillstånd.

## Statistik
Utvandringen innan 2000-talet var som störst under 1800-talets senaste halva, då totalt 20 procent av Sveriges män och 15 procent av kvinnorna lämnade landet främst till Nordamerika, och denna utvandring fortsatte en bit in på 1900-talet. Som högst var utvandringen åren 1880–1893 då i genomsnitt 0,83 procent av befolkningen utvandrade per år.
I början av 1900-talet hade Sverige få invandrare. År 1900 bestod den svenska befolkningen av 5 100 814 personer, varav 35 627 (0,7 procent), var födda utomlands. De flesta av dessa, 21 496 personer, var från de andra nordiska länderna. Ytterligare 8 531 personer var från de andra europeiska länderna, 5 254 från Nordamerika, 90 från Sydamerika, 87 från Asien, 79 från Afrika och 59 från Oceanien.
Invandringen till Sverige har ökat över tid. År 1960 var invandringen 3,8 gånger större än 1875 och år 2007 35 gånger större. Under åren 2007–2019 har den årliga invandringen överstigit 1 procent av befolkningen. År 2016 var invandringen rekordstor, 163 005 personer, som en följd av flyktingkrisen 2015. År 2021 beviljades 95 163 uppehållstillstånd. Av dessa gällde majoriteten arbetskraftsinvandring, medan 15 585 tillstånd (16 procent) gällde personer som fått asyl eller var anhöriga till asylinvandrare.
Utvandringen 2012 nådde rekordnivåer som överträffade emigrationen till Nordamerika under 1800-talet.
Sveriges invandring i modern tid dokumenteras och presenteras i siffror av den statliga Delegationen för migrationsstudier (Delmi) och av Migrationsinfo.se som drivs av den gröna och liberala  tankesmedjan Fores. De sammanställer bland annat statistik från Migrationsverket och SCB och Europeisk och internationell statistik från Eurostat, OECD, Förenta nationerna, med mera.

### Invandring till Sverige 2000–2022
Asylsökande räknas inte som invandrare medan deras ansökan behandlas, därför att de då inte har uppehållstillstånd och inte ingår i folkbokföringen, men de har ändå rätt att stanna i landet medan de väntar på asylbesked. Asylsökande som får negativt asylbesked ingår därför inte i "Total invandring" i följande tabell. I kolumnen "Beviljad asyl eller motsvarande" ingår även de som fått skydd enligt massflyktsdirektivet, exempelvis många från Ukraina 2022.
| År   | Total invandring | Varav återvändande svenskfödda | Asylsökande | Beviljad asyl eller motsvarande |
| ---- | ---------------- | ------------------------------ | ----------- | ------------------------------- |
| 2000 | 58 659           | 13 482                         | 16 303      | 10 546                          |
| 2001 | 60 795           | 13 797                         | 23 515      | 7 941                           |
| 2002 | 64 087           | 13 266                         | 33 016      | 8 493                           |
| 2003 | 63 795           | 12 588                         | 31 355      | 6 460                           |
| 2004 | 62 028           | 11 467                         | 23 161      | 6 140                           |
| 2005 | 65 229           | 11 066                         | 17 530      | 8 859                           |
| 2006 | 95 750           | 12 821                         | 24 322      | 25 096                          |
| 2007 | 99 485           | 12 340                         | 36 207      | 18 414                          |
| 2008 | 101 171          | 13 388                         | 24 353      | 11 237                          |
| 2009 | 102 280          | 13 985                         | 24 194      | 11 254                          |
| 2010 | 98 801           | 14 870                         | 31 819      | 12 105                          |
| 2011 | 96 467           | 15 582                         | 29 648      | 12 715                          |
| 2012 | 103 059          | 15 341                         | 43 887      | 17 397                          |
| 2013 | 115 845          | 15 332                         | 54 259      | 28 949                          |
| 2014 | 126 966          | 15 194                         | 81 301      | 35 571                          |
| 2015 | 134 240          | 14 580                         | 162 877     | 36 630                          |
| 2016 | 163 005          | 15 318                         | 28 939      | 71 562                          |
| 2017 | 144 489          | 14 428                         | 25 666      | 36 607                          |
| 2018 | 132 602          | 12 805                         | 21 502      | 25 377                          |
| 2019 | 115 805          | 11 955                         | 21 958      | 17 502                          |
| 2020 | 82 518           | 11 660                         | 12 991      | 10 471                          |
| 2021 | 90 631           | 10 480                         | 11 425      | 11 443                          |
| 2022 | 102 436          | 9 869                          | 16 825      | 56 622                          |
| 2023 | 94 514           | 10 583                         | 12 644      | 16 810                          |

## Äldre tid

### De första migrationerna till det som nu är Sverige
Huvudartikel: De första migrationerna till det som nu är Sverige
Europa har upplevt åtminstone tre stora immigrationsvågor från andra kontinenter innan modern tid. Den första bestod av paelolitiska jägare-samlare och kom innan och strax efter den senast istiden, den andra av mesolitiska jordbrukare från Mellanöstern för 10000–6000 år sedan, och den tredje av neolitiska Jamnakulturen i dagens Ryssland, vilka gav upphov till Indo-Europeiska folkens spridning i Europa och Asien, för 6000–2500 år sedan, och Bronsålderns uppkomst. Dessa migrationsvågor nådde med tiden även Skandinavien.  
Det är troligt att det levde människor i Sverige redan före den sista istiden. Dagens svenskar härstammar åtminstone delvis från de jägar- och samlargrupper som besatte Sverige efter den sista inlandsisens tillbakadragande. Dessa grupper flyttade upp söderifrån i dagens Sverige för omkring 12 000–13 000 år sedan, och från nordöst för 10 000 år sedan och ned genom hela Skandinavien. Bland dagens svenskättlingar går 78 procent av männens faderslinjer (farfars farfars far osv) tillbaka till den indoeuropeiska invandringen kring bronsåldern.
Fennoskandinavien nåddes även av en mindre immigrationsvåg från Ryssland för högst 4 000 år sedan som förde med sig uraliska språk, och var ett tillskott till det som skulle bli de samiska och finsktalande folken. Dessa har senare beblandat sig med varandra och med de germanska bönderna i Skandinavien. Under folkvandringstiden förflyttade sig framför allt germanska folk inom Europa.

### Vikingatid
Vikingar från Norge, Danmark och västra Sverige slog sig ned bland annat på brittiska öarna, i Normandie i dagens Frankrike, med mera. Vikingar från Svealand reste främst österut, och slog sig ned bland annat i republiken Novgorod, tog tjänst i väringagardet, med mera. De tros ha tagit med sig trälar tillbaka från dessa platser, att dessa ska ha gett upphov till ortsnamn såsom Iremåla (jord som getts till frigivna slavar från Irland), Summemåla (Finland), Estemåla (Estland) och Kuramåla (Kurland).

### Medeltid och tidigmodern tid

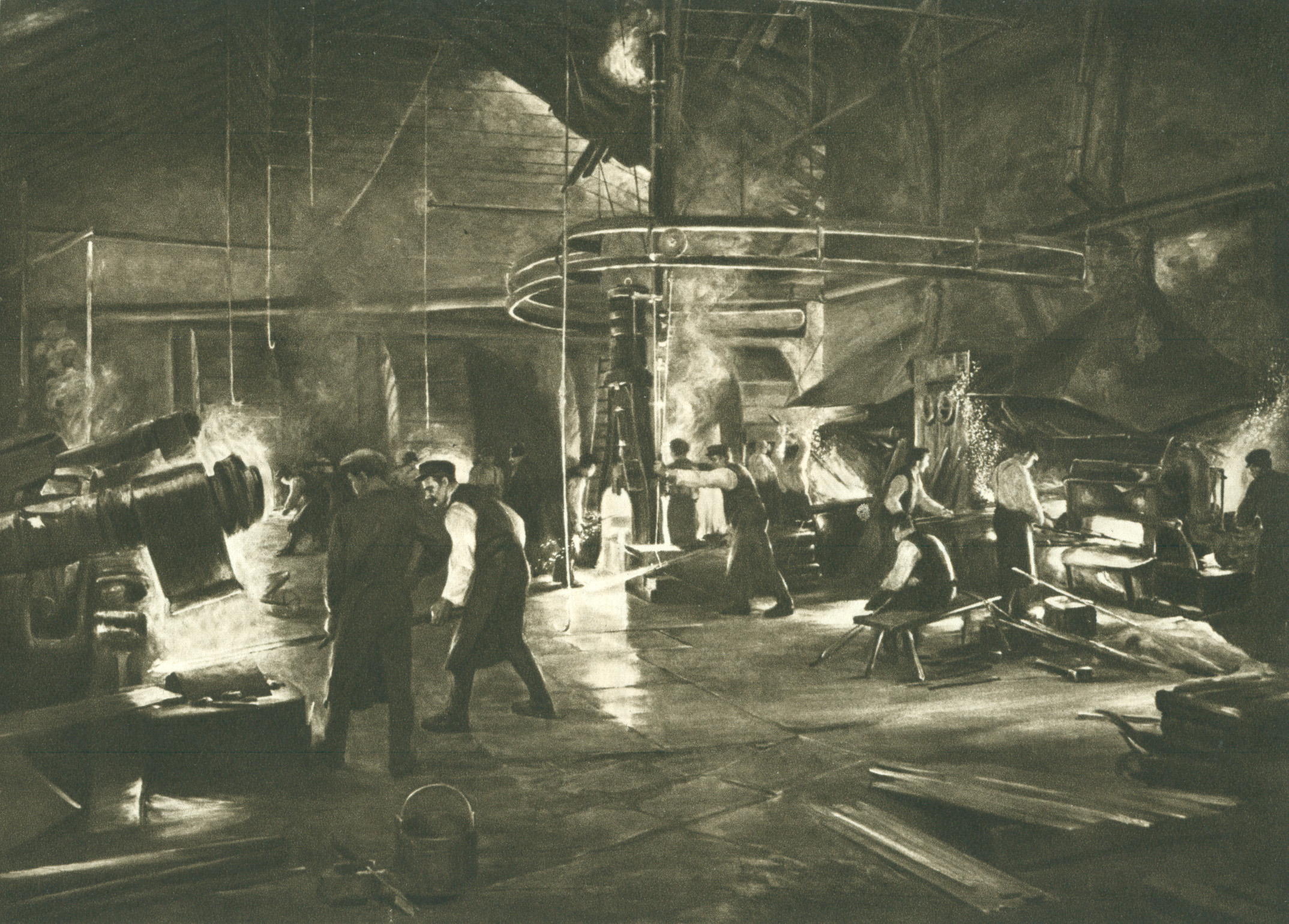
Vallonsmedja vid Leufsta bruk 1912. Oljemålning av Bruno Hoppe.

Invandringen till Sverige från medeltiden fram till andra världskriget var begränsad. Interkontinentalt resande existerande till exempel inte för vanliga människor före 1600-talet. Den första ökningen av viss närliggande migration till Sverige skedde under Hansans tid. Tyska köpmän och hantverkare slog sig ner främst i städerna under 1400- och 1500-talen, men också i Bergslagen.[källa behövs]
Under medeltiden hade städer som Kalmar, Söderköping, Visby och Stockholm ett betydande inslag av tyskar; en räkning av namn i bevarade dokument från 1350 och tidigare visar 40 procent tyska namn i Uppsala, på 1450-talet var en tredjedel av borgarna i Stockholm tyskar. I Magnus Erikssons stadslag från 1350-talet framgår att inte mer än hälften av stadens ämbeten får besättas av tyskar. Till skillnad från i Norge och Danmark förekom sällan begränsningar eller konflikter i samband med den tyska invandringen till Sverige. Istället uppmuntrades tyskar till att invandra, särskilt hantverkare och handelsmän från Lübeck, och svenska städer blev både officiellt och de facto tvåspråkiga.
Mindre grupper av valloner migrerade till Sverige på 1600-talet, se valloner i Sverige. Totalt sett blev omkring 900 valloner kvar i Sverige. Vallonernas rykte i fråga om järnhantering var vitt spritt, vilket uppmärksammades även i Sverige. Gustav II Adolf uppmuntrade vallonerna att utvandra till Sverige under början av 1600-talet för att utveckla den svenska järnbrytningen och järnframställningen.[källa behövs]
Skottar som hade tjänstgjort i den svenska armén som legoknektar bosatte sig sedan i Sverige. Holländare, engelsmän och skottar invandrade som köpmän och industriidkare på 1600-talet, särskilt till Göteborg. På grund av städernas ringa storlek var dessa grupper dock små i förhållande till totalbefolkningen. I början/mitten av 1400-talet hade Stockholm uppskattningsvis cirka 5 000 invånare. För adel och stormän har möjligheterna till migration i viss mån skiljt sig. Kungar och drottningar har i många fall migrerat till eller från Sverige, framför allt gentemot Tyskland, Frankrike och Sveriges grannländer.[källa behövs]

### Flyttning mellan dagens Finland och Sverige
Internmigration mellan dagens Finland och Sverige (som var samma rike till 1809) har förekommit så länge båtar har kunnat färdas över Bottniska viken, inte minst mellan norra Norrland och Finland via Bottenviken, men även landvägen över Tornedalen. Migrationen har gett upphov till en stor grupp Finlandssvenskar i Finland och Sverigefinnar i Sverige. Kväner var troligen finsktalande och levde i Norra Norrland redan innan området började koloniseras av svenskar, och dagens tornedalingar i ungefär samma område talar meänkieli och är en minoritesbefolkning i Sverige. I Stockholm hade finnarna en egen församling tidigt på 1500-talet. Människor kom från östra rikshalvan till gruvor och hyttor i Bergslagen redan från 1500-talets mitt.[källa behövs]
Den mest omfattande migrationsvågen till dagens Sverige under 1500/1600-talet var från östra rikshalvan. Närmare 40 000 finska svedjebönder (skogsfinnar) flyttade under slutet av 1500-talet och 1600-talet från Savolax till främst Värmland, Dalarna och Norrland som del i dåtidens bosättningspolitik.
1 000 finska båtsmän flyttades i början av 1680-talet från Finland till Karlskrona. Under stora nordiska kriget (1700–1721), och stora ofreden som pågick på finsk mark, kom många finnar som flyktingar till den västra rikshalvan. Efter Stora nordiska kriget var det så stor brist på soldater i de finska roten att man flyttade 1 200 soldater till Finland fram till cirka 1760. Många gifte sig där och blev kvar.

## Modern tid

### Emigrationstiden
Fram till 1930 hade Sverige under perioder ett betydande utvandringsöverskott. Under åren 1851–1930 emigrerade cirka 1,5 miljoner människor. 1,2 miljoner av dessa, 23 procent av Sveriges befolkning år 1900, emigrerade till Nordamerika. Huvudskälet till emigrationen var den stora skillnaden i levnadsstandard mellan Sverige och Nordamerika. Under samma tid återkom cirka 200 000 av dessa personer till Sverige, men merparten stannade utomlands. Sverige var efter Norge och Irland det främsta emigrantlandet i Europa sett till andelen av befolkningen som emigrerade. Det förekom dock samtidigt viss invandring, förutom återvändande emigranter även en del tyska och engelska specialister inom till exempel industri och hantverk som slog sig ned i Sverige. Denna invandring var dock jämförelsevis obetydlig.
Den svenska invandringspolitiken 1860–1917 var oreglerad. Nivåerna på invandringen var så små, att de saknade politiskt intresse. Man behövde varken pass, uppehållstillstånd eller arbetstillstånd för att bosätta sig i Sverige. Dock kunde man avvisa tiggare, romer och kriminella.
Under 1920- och 30-talen övergick Sverige alltmer från att ha varit ett utvandrarland till att bli ett invandrarland.

### Världskrigen
Åren 1917–1945 genomfördes regleringar av migrationen runt om i världen. Polisen började avvisa utlänningar som saknade pass, visum och uppehållstillstånd. Under 1930-talet var flyktingpolitiken restriktiv, men den luckrades upp när Danmark och Norge drogs in i andra världskriget. Från Finland kom också så kallade krigsbarn, av vilka majoriteten planenligt återvände efter krigets slut. Sedan 1930 har invandringen till Sverige varit större än utvandringen. Det berodde till en början på att utvandringen till Amerika stannade av men mot slutet av andra världskriget kom en ström av krigsflyktingar till Sverige. Flyktingarna kom hit främst från de baltiska och nordiska länderna. Ungefär 200 000 flyktingar från grannländerna kan ha kommit till Sverige under 1944 och 1945, men antalet är osäkert eftersom de inte ingår i befolkningsstatistiken. De danska och norska flyktingarna återvände i allmänhet till hemländerna vid krigsslutet. Av de 70 000 finska krigsbarnen återvände 80 procent till Finland. En övervägande del av de 30 000 esterna blev kvar i Sverige medan två tredjedelar av polackerna reste tillbaka eller vidare till USA.

### Efterkrigstiden

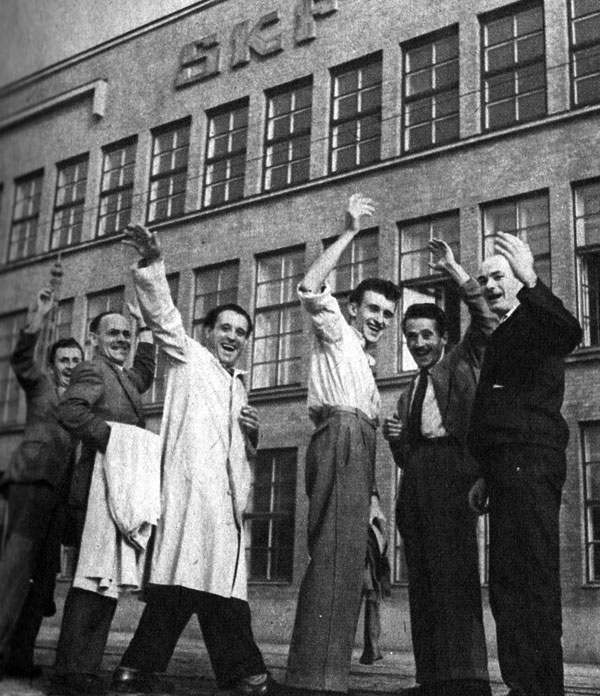
Addio! Arrivederci! Med frisk aptit på sina nya uppgifter, belåtna över att vara i "il paese felice", "det lyckliga landet", startade de 25 mekanikerna från Turin sin första arbetsdag på SKF:s fabriker i Göteborg. (Originalbildtext i Se nr 29, 1947).

Under efterkrigstiden kom invandringen till Sverige att öka starkt. Från slutet av 1940-talet och fram till mitten av 1970-talet skedde en omfattande arbetskraftsinvandring som svar på en direkt efterfrågan från den svenska industrin. Under perioden skulle Sverige komma att ta emot en omfattande arbetskraftsinvandring från Finland som skulle utgöra den största arbetskraftsinvandringen till Sverige genom tiderna.
Efter krigsslutet expanderade den svenska industrin snabbt och en brist på arbetskraft uppstod, delvis som en följd av de relativt små kullarna under 1920- och 1930-talet. Inledningsvis mildrades arbetskraftsbristen genom invandring från de övriga nordiska länderna men redan år 1947 började den så kallade Arbetsmarknadskommissionen att rekrytera arbetskraft i Italien, Ungern och Österrike. Under perioden 1945–1966 uppgick invandringen från Italien till cirka 800 personer per år. Under 1950-talet inriktades rekryteringen mot Västtyskland, Nederländerna, Belgien och Grekland. Och under 1960-talet dominerades den utomnordiska invandringen istället av personer från Jugoslavien.  Efterkrigstidens arbetskraftsinvandring var dock i första hand en nordisk företeelse. Främst bestod invandringen av arbetstagare från de övriga nordiska länderna.
Framför allt handlade efterkrigstidens arbetskraftsinvandring om invandring från Finland. Under 1950-talet uppgick invandringen från Finland till cirka 10 000 personer per år och under 1960-talet var motsvarande siffra ännu något högre. Den stora invandringen från Finland underlättades av att nordiska medborgare sedan 1954 haft rätt att fritt ta anställning i grannländerna, men också av att arbetslösheten i Finland var högre och lönerna relativt låga i jämförelse med de svenska reallönerna. Mellan  1945 och 1985 invandrade omkring 450 000 personer från Finland. Många kom för att arbeta en kort tid och omkring 280 000 valde att efter en tid återvända till Finland, men drygt 230 000 förblev bosatta i Sverige. År 1970 var ett rekordår då 48 000 personer, huvudsakligen arbetskraftsinvandrare, invandrade från Finland. Antalet personer från Finland som något tillfälle arbetade i Sverige var 700 000.
I slutet av 1960-talet upphörde den liberala inställningen till arbetskraftsinvandring. År 1967 reglerades den utomnordiska invandringen, i syfte att begränsa arbetskraftsinvandringen. Detta genom att invandrare inte längre kunde ansöka om arbetstillstånd på plats i Sverige. De nya regleringen innebar att den som ville invandra till Sverige behövde ha arbetserbjudande och bostad klart innan inresa i Sverige.
Den nya regleringen fick dock ingen större effekt på arbetskraftsinvandringen på kort sikt, eftersom de allra flesta arbetskraftsinvandrare kom från de nordiska länderna. Under 1969–1970 låg arbetskraftsinvandringen på en rekordnivå. Högkonjunktur rådde i Sverige samtidigt som omfattande strukturförändringar genomfördes i det finländska jordbruket. Invandringen från Finland fortsatte därför att ligga på en hög nivå. Under rekordåren 1968–1971 invandrade 111 200 personer från Finland. Trots att invandringen av utomnordiska invandrare var reglerad fortsatte också invandringen från Jugoslavien på en hög nivå.
År 1967 upphörde Arbetsmarknadskommissionens arbete och åren 1969–1970 rådde invandringsstopp. Denna utveckling var till stor del en följd av kritik från fackligt håll. Under 1960-talet hade tillverkningsindustrin börjat gå tillbaka och i mitten av 1970-talet drabbades västvärlden av en djup ekonomisk svacka. Detta minskade behovet av ny arbetskraft och gjorde det svårare för invandrare att få fotfäste på den svenska arbetsmarknaden.  Under 1970-talet kom invandringen till Sverige från de traditionella invandringsländerna att minska markant och under ett par år i början av 1970-talet var utvandringen större än invandringen. Enligt Thomas Hammar var Landsorganisationen (LO) en viktig förklaring till varför arbetskraftsinvandringen minskade, då de var i position att neka arbetssökande att komma in i landet. I en cirkulärskrivelse från LO till de lokala förbunden påbjöds de lokala förbunden att vara restriktiva med att tillåta ansökningar och enligt den dåtida strukturen utfärdades allt färre arbetstillstånd.  Den stora utvandringen berodde bl.a. på konjunkturnedgången och att gästarbetare från Finland återvände hem.
I slutet av 1970-talet upphörde i princip all arbetskraftsinvandring till Sverige under några decennier. Under 1980-talet kom invandringen istället att domineras av anhörig- och flyktinginvandring. Flyktingvågen från Balkan till Sverige nådde en topp 1992 under Jugoslaviska krigen.

#### Utrikes födda i Sverige 1950 och 1973
| Födelseland     | Antal år 1950 | Antal år 1973 | Förändring (1950–1973) |
| --------------- | ------------- | ------------- | ---------------------- |
| Finland         | 45 000        | 236 000       | +191 000               |
| Jugoslavien     | 0             | 34 000        | +34 000                |
| Tyskland        | 22 000        | 42 000        | +20 000                |
| Danmark         | 23 000        | 39 000        | +16 000                |
| Norge           | 31 000        | 44 000        | +13 000                |
| Grekland        | 0             | 12 000        | +12 000                |
| Ungern          | 2 000         | 11 000        | +9 000                 |
| Österrike       | 3 000         | 8 000         | +5 000                 |
| Italien         | 3 000         | 8 000         | +5 000                 |
| Tjeckoslovakien | 4 000         | 8 000         | +4 000                 |
| Polen           | 8 000         | 11 000        | +3 000                 |
| Storbritannien  | 2 000         | 5 000         | +3 000                 |

Avrundade siffror. Källa: SCB  

## Invandring på 2000-talet

Befolkningspyramid uppdelad på bakgrund. Svensk bakgrund i färg, utländsk bakgrund i grå. Källa:SCB

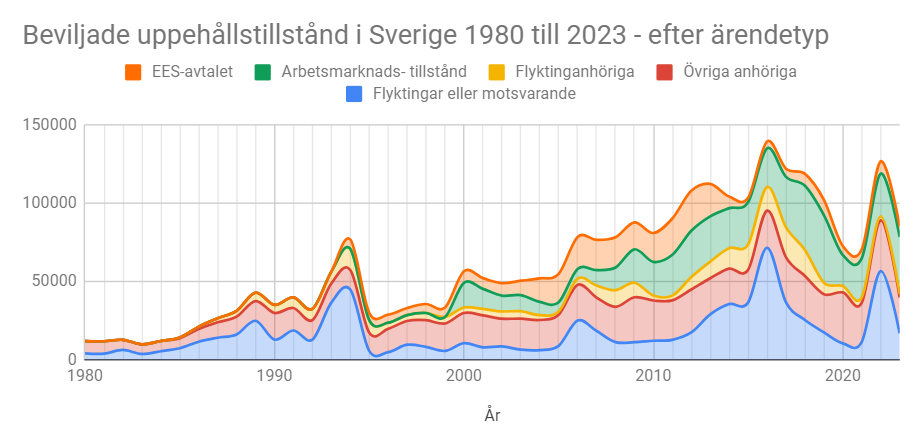
Antal beviljade uppehållstillstånd i Sverige 1980– för olika ärendeslag. Staplat ytdiagram.

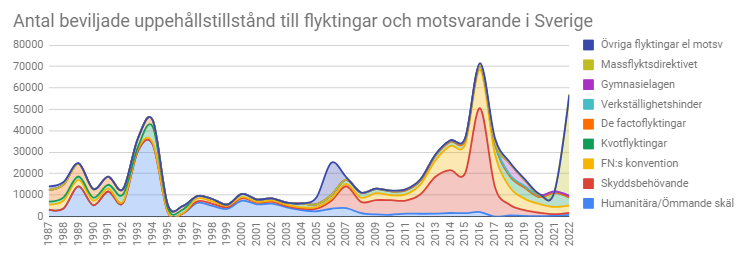
Antal beviljade uppehållstillstånd till flyktingar och motsvarande i Sverige 1987–2018 för olika asylskäl. Staplat ytdiagram.

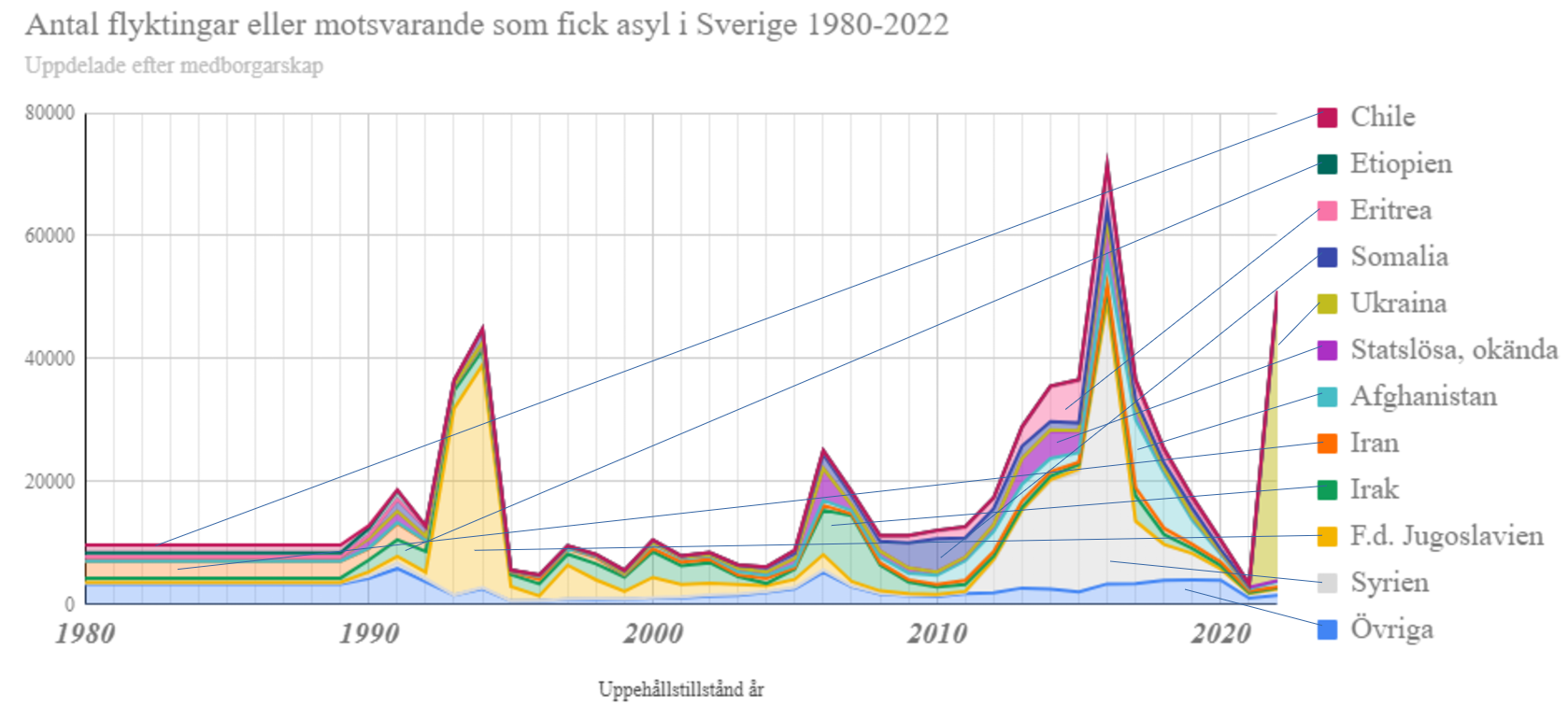
Antal flyktingar och motsvarande per år som beviljats asyl i Sverige sedan 1980 och deras vanligaste medborgarskap. För perioden 1980–1989 visas konstanta tidsmedelvärden.

### Utveckling av invandrarbefolkningen i Norden
Andelen personer med utländsk bakgrund har ökat i Sverige sedan år 2000 (uppgång på 7 procentenheter). Övriga Norden har haft en liknande utveckling: Norge har haft en uppgång på 9,3 procentenheter, Island 6,3, Danmark 4,och Finland 3,4. I siffrorna för Sverige och Norge ingår personer födda i Sverige med två utlandsfödda föräldrar, och personer med och utan svenskt medborgarskap.
| Nr | Land    | 2000   | 2010   | 2015   |
| -- | ------- | ------ | ------ | ------ |
| 1  | Sverige | 14,5 % | 19,1 % | 21,5 % |
| 2  | Norge   | 6,3 %  | 11,4 % | 15,6 % |
| 3  | Danmark | 7,1 %  | 9,8 %  | 11,6 % |
| 4  | Island  | 3,2 %  | 8,9 %  | 9,5 %  |
| 5  | Finland | 2,1 %  | 4,1 %  | 5,5 %  |

### Andel personer med utländsk bakgrund 2016

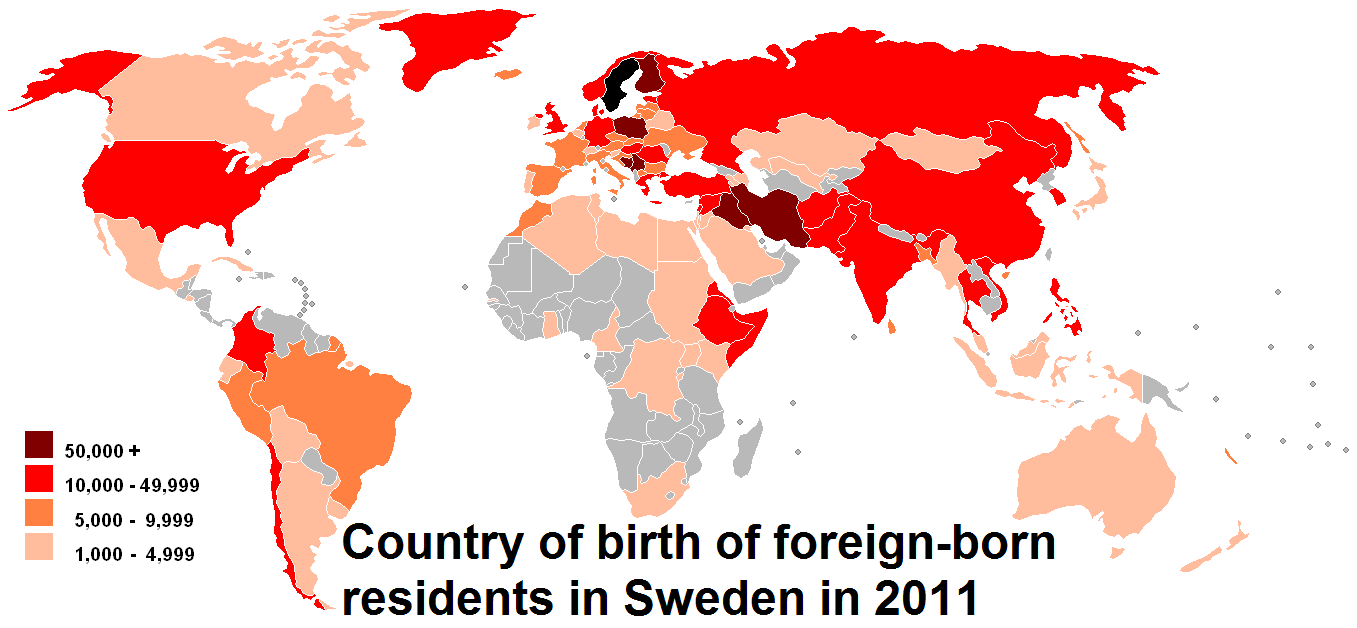
Karta som visar hur många som invandrat till Sverige från varje land år 2011.

Andelen av den svenska befolkningen med utländsk bakgrund var enligt SCB 23,2 procent år 2016 (2 320 302 personer). I gruppen med utländsk bakgrund ingår utrikes födda (17,9 procent) och inrikes födda med två utrikes födda föräldrar (5,3 procent).
Botkyrka är kommunen med störst andel personer med utländsk bakgrund (57,4 procent år 2016). I de stora städerna är andelen med utländsk bakgrund något högre än genomsnittet. I Stockholm är andelen 32,1 procent (2016), i Göteborg 34,0 procent (2016) och i Malmö 43,1 procent (2016).
Sverige har en högre andel personer med utländsk bakgrund än sina grannländer. I Norge har 16,8 procent av befolkningen utländsk bakgrund (1 januari 2017), i Danmark 11,6 procent (1 januari 2015) och i Finland 6,2 procent (31 december 2015).

### Beviljade uppehållstillstånd 1980–2018[källabehövs][uppdateringbehövs]
| Grupp                                          | Antal år 2018 | Ackumulerat åren 1980–2018 |
| ---------------------------------------------- | ------------- | -------------------------- |
| Kvotflyktingar                                 | 5 219         | 64 707                     |
| Flyktingar enl. FN-konvention                  | 8 150         | 112 673                    |
| Totalt flyktingar                              | 13 369        | 177 380                    |
| Gymnasielagen 2018                             | 4 980         | 4 980                      |
| Krigsvägrare1                                  | -             | 3 036                      |
| de facto-flyktingar 1                          | -             | 37 726                     |
| Övriga skyddsbehövande 2                       | 5 017         | 179 047                    |
| Humanitära skäl                                | 529           | 181 864                    |
| Verkställighetshinder                          | 680           | 5 178                      |
| Tillfällig lag (barn och barnfamiljer)         | -             | 17 665                     |
| Totalt flyktingar eller motsvarande            | 29 794        | 671 583                    |
| Tidigare asylrelaterat tidsbegränsat tillstånd | -             | 637                        |
| Tidsbegränsade tillstånd                       | 467           | 3 463                      |
| Anhöriga                                       | 44 772        | 902 743                    |
| Därav flyktinganhöriga                         | 16 641        | 236 928                    |
| Arbetsmarknadsinvandrare                       | 41 065        | 372 276                    |
| Gäststudenter                                  | 14 102        | 195 991                    |
| Adopterade barn                                | 72            | 24 736                     |
| Enl. EES-avtal                                 | 7 571         | 288 398                    |
| Totalt                                         | 132 624       | 2 395 120                  |
| Totalt enligt Migrationsverket                 | 132 696       | 2 431 780                  |

1) Upphörde 1 januari 1997 och ersattes med övriga skyddsbehövande.
2) Fr.o.m. 1 januari 1997, ersatte de facto-flykting och krigsvägrare.

## Utbildningsnivåer, självförsörjande och sysselsättningsgrad

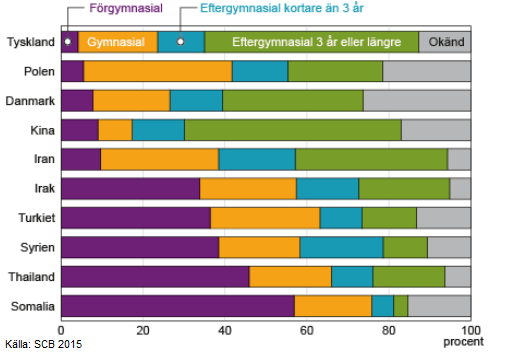
Utbildningsnivåer invandrade till Sverige 2000–2013 efter födelseland. Källa SCB

### Utbildning hos utrikes födda
Utrikes födda som invandrat 2000–2013 uppvisade stora skillnader i utbildning beroende på skälet till invandringen. Av de som var i åldern 25–44 och invandrat för att studera var 64 procent högutbildade. Motsvarande siffra för dem som invandrat för att arbeta var 39 procent. De som kommit av flyktingskäl hade generellt en lägre utbildningsnivå då 22 procent var högutbildade och 30 procent hade förgymnasial utbildning. Av födda i Tyskland eller Kina hade mer än hälften en eftergymnasial utbildning på minst tre år och även invandrade från Iran hade en hög andel med 37 procent. Invandrade från Somalia (57 procent) och Thailand (46 procent) hade i hög grad endast förgymnasial utbildning. Eftergymnasial utbildning var betydligt ovanligare hos personer från Afrika, Asien och europeiska länder utanför EU. Andelen utomeuropeiska utrikes födda bland lågutbildade ökade från 8,9 procent år 2005 till 29,4 procent år 2016, samtidigt förändrades andelen inrikes födda minskade från 78,7 procent år 2005 till 58,2 procent år 2016. Under samma period minskade antalet lågutbildade från 841 000 till 586 000. Andelen födda i Europa förändrades i liten utsträckning.
Enligt Långtidsutredningen från 2015 hade 35 procent av utrikes födda bristande skicklighet i räknekunskap, läsande och skrivande. Motsvarande siffra för inrikes födda var 5 procent. Utredningen konstaterade också att det var osäkert att en hög formell utbildning i hemlandet per automatik betydde att utbildningen gav vare sig allmänna eller specialiserade kunskaper på nivåer erforderliga för att konkurrera på den svenska arbetsmarknaden för de nivåerna. Enligt analys av internationella data visade sig högutbildade från Arabländer och Afrika i genomsnitt ha sämre färdigheter i räkning än lågutbildade inrikes födda, och i nivå med lågutbildade från Nordamerika och Västeuropa.

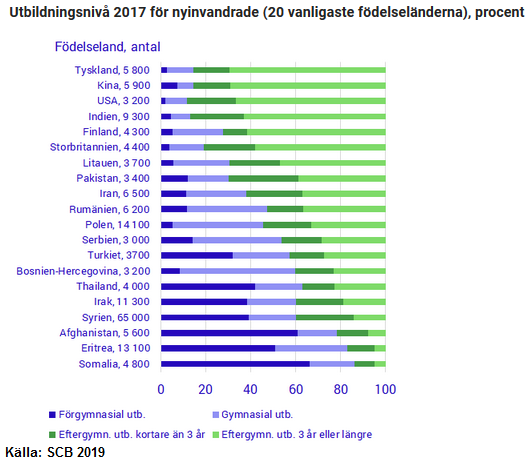
Källa: SCB 2019

År 2018 hade 50 procent av de nyanlända mindre än grundskolekompetens som högsta utbildningsnivå. Detta försvårade deras integrering på arbetsmarknaden eftersom Sverige enligt Eurostat har en arbetsmarknad med få arbetstillfällen för personer med inga eller låga utbildningskrav.
Enligt Sveriges Radio år 2015 är det få barn som invandrar vid 12 års ålder eller äldre som tar sig igenom gymnasiet. En fjärdedel gick ut gymnasiet med högskolebehörighet. Av de som anlände till Sverige vid 9–11 års ålder var det hälften som gick ut gymnasiet med högskolebehörighet.
Av de 276 000 personer mellan 25 och 64 år som invandrade till Sverige år 2014–2017 hade drygt hälften en eftergymnasial utbildning. Det är en större andel än i hela Sveriges befolkning, där omkring 45 procent hade en eftergymnasial utbildning. Under 2015–2019 var gruppen lågutbildade invandrare stor och av de som kom hade många en kortare utbildning än svensk grundskola, vilket kan försvåra etablering på arbetsmarknaden. År 2017 var tyskar och kineser de mest högutbildade, med en andel på 70 procent med minst tre års eftergymnasial utbildning. Även bland invandrare från USA, Indien och Finland var en stor andel högutbildade. Flyktinginvandrare hade till stor del endast förgymnasial utbildning. Av personer från Somalia och Afghanistan hade 60 procent endast förgymnasial utbildning.

### Sysselsättningsgrad och arbetslöshet hos utrikes födda
Sysselsättningsgraden är andelen sysselsatta av populationen i arbetsför ålder, vilken anges som 15-74 år och alltså inkluderar både studerande och ålderspensionärer. Definitionen av "sysselsatt" är att man arbetar en timme eller mer i veckan. Måttet har ifrågasatts med argumentet att det därmed inte ger en rättvisande bild av integration och självförsörjning. Statistik från 2022 visar dock att av dem som räknas som sysselsatta arbetar 83 procent mer än 35 timmar i veckan och ungefär 95 procent arbetar mer än 20 timmar.
År 2016 låg sysselsättningsgraden för inrikes och i Norden födda på 89 procent, medan sysselsättningsgraden för individer födda i Afrika låg på 68 procent och Mellanöstern 56 procent.
Enligt Eurostat år 2020 var sysselsättningsgraden hos icke-EU medborgare lägre än 50 procent i alla delar av Sverige utom i Norrland, Stockholmsregionen och Västra Götaland där den var lägre än 65 procent.
Utrikes födda med låg utbildningsnivå har lägre sysselsättningsgrad jämfört med inrikes födda enligt SCB år 2016. Sysselsättningsgraden för inrikes födda lågutbildade var 67 procent, 51 procent för lågutbildade födda i Europa och 43 procent för lågutbildade födda utanför Europa.
Arbetslösheten är ett annat mått på sysselsättning och utgår från den andel av befolkningen som står till arbetsmarknadens förfogande. Den var år 2018 bland utrikes födda 17 procent, att jämföras med 4 procent för inrikes födda.

### Självförsörjningsgrad bland utrikes födda
Självförsörjningsgraden anger hur stor del av befolkningen i arbetsför ålder som försörjer sig själva. I en rapport från Entreprenörsskapsforum anges självförsörjning som att man tjänar minst fyra prisbasbelopp i månaden vilket med 2020 års penningvärde motsvarar ungefär 12 600 SEK efter skatt eller 15 500 SEK före skatt. Med den definitionen var det år 2016 drygt 600 000 utrikes födda personer som inte försörjde sig själva. Detta mått har ifrågasatts, eftersom det gör att antalet icke självförsörjande innefattar en stor del av alla studenter, föräldralediga, pensionärer under 65 år, småbarnsföräldrar med lagenligt nedsatt arbetstid samt personer som försörjer sig på eget arbete med låg lön eller på deltid.
Enligt Entreprenörskapsforum tar det i genomsnitt mellan 12 och 13 år för 50 procent av en grupp utrikes födda att nå upp till självförsörjandenivå, definierad som i föregående stycke. Självförsörjningsgraden bland utrikes födda är betydligt lägre än sysselsättningsgraden. Bland utomeuropeiska migranter var en klar minoritet självförsörjande under tidsperioden 1990–2016. Genomsnittlig självförsörjning var för personer från Mellanöstern 29 procent, från Afrika 30 procent, från Syd-Centralasien 36 procent, från Syd-Centralamerika 42 procent och från Södra Europa och Balkanländerna 41 procent. Självförsörjningsgraden för inrikes födda och födda i Norden låg för samma tidsperiod på 73 procent.

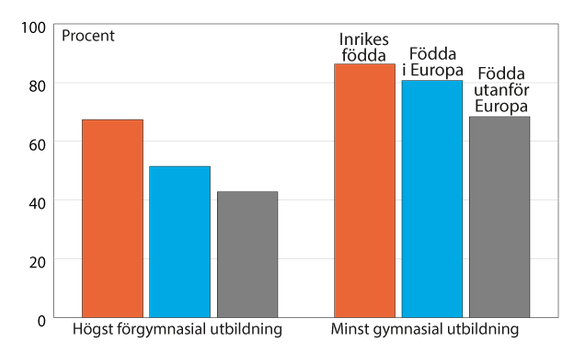
Sysselsättningsgrad bland personer i åldern 20–64 år, efter födelseregion och utbildningsnivå 2016 enligt SCB.

### Ekonomisk standard hos utrikes födda
I jämförelse med EU-länder samt Norge, Island och Schweiz har Sverige en av de högsta andelarna utrikes födda med låga inkomster och skillnaden är större än i de flesta andra europeiska länderna. I Sverige hade 30 procent av utrikes födda låga inkomster år 2019, jämfört med EU-genomsnittet på 26 procent. I nio EU-länder samt Schweiz var andelen lägre än 20 procent.
Flyktingar är en av de största grupperna bland de utrikes födda och två tredjedelar av dem hade låga inkomster år 2019.
Låga inkomster (lägre än 60 procent av medianinkomsten) är mycket vanligare bland utrikes födda än inrikes födda och i Sverige levde 2017 cirka 10 procent av befolkningen i ett hushåll med låg ekonomisk standard enligt SCB. Skillnaden mellan inrikes och utrikes födda har undan för undan ökat under lång tid, från drygt 10 procent i början av 1990-talet till drygt 15 procent vid sekelskiftet. År 2015 ökade andelen till 28 procent, medan inrikes föddas ökade från 6 till 11 procent. Andelen med låga inkomster varierar mellan olika grupper av utrikes födda, välutbildade kommer till Sverige för att studera eller arbeta medan andra kommer som flyktingar eller anhöriginvandrare. I Sveriges arbetsmarknad ger en hög utbildning bättre förutsättningar till en god inkomst, då en fjärdedel av de med förgymnasial utbildning hade låga inkomster men var tionde bland de med gymnasium eller högskola.
Låga inkomster är hög bland personer födda i Afrika (45 procent) och Asien (37 procent) medan andelen för personer födda i Norden (utom Sverige), Nordamerika och Sydamerika är lägre än 20 procent år 2019.

### Ensamkommande flyktingbarn
År 2017 publicerade Stockholms universitet en rapport om personer som kommit till Sverige som ensamkommande flyktingbarn under 2003–2012. Rapporten konstaterade att 65 procent av de manliga ensamkommande hade arbete medan 50 procent av kvinnorna hade det, och att de som kommit från Afghanistan utmärkte sig genom att oftare ha arbete än ensamkommande från andra länder. De flesta som hade arbete hade börjat arbeta i 20-årsåldern. Männen fick jobb på byggen, i transportsektorn eller okvalificerade industrijobb. Kvinnorna jobbade som undersköterskor, sjukvårdsbiträden och i äldreomsorgen. Lönenivån motsvarade den för svenskfödda inom motsvarande yrken.
Det finns ännu (2022) ingen samlad utvärdering av hur det har gått för de ungdomar som via gymnasielagen 2018 fick chansen att studera för att sedan kunna stanna i Sverige men Värmdö kommun har publicerat en rapport om de ungdomar som fanns i den kommunen. I samarbete med andra organisationer och näringslivsaktörer har Värmdö kommun bedrivit projektet Jobbprep som syftat till att alla de 45 ungdomar som omfattades av gymnasielagen skulle klara studierna, få ett godkänt jobb och därmed kunna få permanent uppehållstillstånd. Samtliga har lyckats med detta. 17 av dem arbetar hösten 2022 som undersköterskor inom äldreomsorgen, 10 arbetar på lager efter att ha fått möjlighet att ta truckkörkort. Övriga 18 arbetar med bland annat byggande, handel och fordonsteknik.

## Samhällsbetydelse

### Samhällsekonomi
Vanligen anges humanitära skäl som politiskt argument för flyktinginvandring, men även ekonomiska argument förekommer. Migration bidrar globalt till fattigdomsbekämpning och minskad global inkomstolikhet. Att hindren har minskats mot migration har bidragit positivt till världens totala BNP. För avsändarlandet kan utvandringen innebära en dränering på kompetens och på unga män, men landet får istället tillbaka kapital i form av remitteringar.
I Sverige har invandringen ibland beskrivits som en investering för att uppnå befolkningstillväxt i landet och sänkt medelålder i befolkningen, i en förhoppning att kunna vårda och försörja en åldrande befolkning och minska behovet av höjningar av pensionsåldern. En ökad invandring leder mycket riktigt till större befolkning med större efterfrågan på fastigheter, varor och tjänster, och ökade offentliga uppgifter. Detta fungerar till en början som en finanspolitisk stimulans som temporärt sätter fart på mottagarlandets ekonomiska tillväxt och stärker den befintliga befolkningens arbetsmarknad. I Sverige används dessutom en ökad andel av biståndsbudgeten för att hantera flyktinginvandringen. Detta är resurser som annars i hög grad har förmedlats av SIDA till utvecklingsländer, men nu stannar i landet och gör att flyktinginvandringen ytterligare bidrar till att öka den inhemska konsumtionen.
Mottagandet av lågutbildade flyktingar innebär emellertid samhällsekonomiska kostnader under många år, innan flyktingarna och deras barn kommer i arbete, medan arbetskraftsinvandring och gäststudenter snabbt kan leda till ökat humankapital. Det finns skilda beräkningar av om invandringen totalt sett kommer att ge tillskott till Sveriges offentliga finanser på lång sikt. Nationalekonomer som har analyserat och debatterat balansen mellan dessa effekter i Sverige är bland andra Jan Ekberg; Sandro Scocco och Lars Fredrik Andersson, Lennart Flood och Joakim Ruist; samt Tino Sanandaji.
Jan Ekberg menade år 2009 i en rapport för Expertgruppen för studier i offentlig ekonomi att invandringens, inklusive arbetskraftsinvandringen, inverkan på offentliga finanser hade varierat mycket över tid. Under 1950-, 1960- och större delen av 1970-talet dominerades invandringen av arbetskraftsinvandrare, som hade samma eller periodvis lägre arbetslöshet än den infödda befolkningen. Fram till cirka år 1980 var invandringen ekonomiskt gynnsam för den inhemska befolkningen genom att den offentliga sektorn omfördelade inkomster från invandrare till inrikes födda. Mot slutet av 1970-talet inträffade en kris i industrinäringen där många arbetskraftsinvandrare var sysselsatta samtidigt som invandringens sammansättning förändrades från huvudsakligen arbetskraftinvandrare till flyktinginvandring och anhöriginvandring. Under 1980-talet minskade därför invandringens bidrag till den offentliga ekonomin till följd av låg sysselsättningsgrad bland invandrare trots rådande högkonjunktur och brist på arbetskraft i landet. Mot senare delen av 1980-talet började omfördelningen mellan inrikes och utrikes födda väga jämnt. Trenden med sjunkande sysselsättning för invandrare förstärktes i 1990-talets lågkonjunktur och särskilt för utomeuropeiska invandrare. Under 1990-talet förändrades invandringens nettointäkter till en nettokostnad. Ekberg beräknade nettokostnaden för invandringen inom offentliga finanser till cirka 1,5–2 procent av BNP år 2006. Under 2000-talet har arbetskraftsinvandringens och gäststudenters andel i de beviljade arbetstillstånden emellertid ökat, och har periodvis överstigit antalet uppehållstillstånd till flyktingar, bland annat sedan år 2018.
Sandro Scocco och Lars Fredrik Andersson beräknade i en rapport från den fackligt finansierade tankesmedjan Arena Idé år 2015 att Sveriges ekonomi tillförts 900 miljarder kronor genom invandringen sedan 1950-talet, inklusive arbetskraftsinvandringen. I den efterföljande debatten fick rapporten kritik för sin metod av flera nationalekonomer, men författarna har sedan försvarat metoden i en vetenskaplig publikation.
Annika Wallenskog, chefsekonom för Sveriges Kommuner och Regioner (SKR), sa i januari 2020 att invandringen till Sverige överlag har ökat landets ekonomiska tillväxt något. Den har också jämnat ut åldersstrukturen på befolkningen, och skjutit till arbetskraft till bland annat äldreomsorgen, men de ekonomiska effekterna skiljer sig mycket mellan olika kommuner.

#### Flyktinginvandringens betydelse
Vad gäller första generationens flyktinginvandring specifikt uppskattade Joakim Ruist, i en rapport från Expertgruppen för studier i offentlig ekonomi (ESO) år 2018, att en genomsnittlig flykting under sin livstid kostar den offentliga ekonomin 74 000 kronor per år netto. Genomsnittskostnaden varierar mellan 53 000 och 94 000 för olika kategorier av flyktingar, beroende på ursprungsland, kön, ålder och ankomstår. Rapporten visade också att sysselsättningsgraden och integrationstakten bland flyktingar gradvis försämrades under perioden 1983 till 2015, särskilt under 1990-talskrisen som minskade mängden låglönearbeten i industrin.
En rapport från Sveriges riksbank 2019 konstaterade att flyktinginvandringen innebär en ökad andel personer i arbetsför ålder i befolkningen, och därför håller nere både barn- och äldreförsörjningskvoten. Flyktinginvandringen hade enligt rapporten inte förbättrat Sveriges BNP per capita.
Flera av dessa nationalekonomer har beskrivit flyktinginvandringens kostnader som relativt små, och menar att invandringens storlek inte är avgörande för om Sveriges offentliga ekonomi är ansträngd eller utvecklas, och att invandringen har försumbar eller svåruppskattad påverkan på relativa löner och sysselsättningsmöjligheter för infödda. Tino Sanandaji beskriver däremot flyktingmottagningen som ett hot mot välfärdsstaten, då den kommer att leda till en ökning av antalet låglönejobb i Sverige vilket gör att genomsnittspersonen kommer att betala in mindre i skatt. Detta tror Sanandaji kommer att leda till skattehöjningar och nedskärningar, dock utan att presentera några egna beräkningar av hur mycket. Professor Peo Hansen framför i sin bok Migrationsmyten (2021) en helt annan slutsats, nämligen att flyktingmottagningen från 2015 ledde till överskott i den offentliga ekonomin genom att göra det möjligt för kommunerna att expandera, öka sitt skatteunderlag och bygga ut sin välfärd.
Oxford Research, som tar fram kunskapsbaserade beslutsunderlag i offentlig sektor, har hösten 2022 analyserat de samhällsekonomiska konsekvenserna av gymnasielagen 2018 i Värmdö kommun och visar på en tydlig samhällsekonomisk vinst. Samtliga de 45 ungdomar som omfattades av lagen kunde slutföra sina studier och få godkända arbeten och därmed permanent uppehållstånd. Efter mindre än fyra års arbete kommer de att ha betalat tillbaka hela kostnaden för asylprocess och utbildning. Den totala samhällsekonomiska vinsten, räknat i skatteinkomster och konsumtion fram till personernas pensionering, uppskattas till 13 – 16 miljoner per person.

### Demografisk förändring
Invandring har bidragit till att Sverige tillhör de fem europeiska länder som har haft snabbast procentuell befolkningstillväxt (mellan 2005 och 2020). Under åren 2005 till 2020 ökade Sveriges folkmängd  med 14,7%, men den naturliga befolkningstillväxten (det vill säga bortsett från migrationen) var bara 3,7%. Utan nettoinvandringen hade Sverige haft negativ befolkningstillväxt åren 1997 till 2001.
Fram till 2015 fanns det fler kvinnor än män i Sverige men under året blev männen i majoritet för första gången i svensk befolkningsstatistik. 1915 fanns det 124 000 fler kvinnor och 2005 fanns det 80 000 fler kvinnor. Att män blev fler förklarades av att männens medellivslängd medan det som tidigare alltid föddes 105 pojkar per 100 flickor samt att det flyttade fler män än kvinnor till Sverige. Invandringsöverskottet utgjorde 77 procent av årets befolkningsökning och födelseöverskottet 23 procent.

### Grupper som står utanför det traditionella samhället
År 2019 rapporterade Dagens Nyheter att 45 procent av 873 000 personer med samordningsnummer inte hade styrkt sin identitet, vilket enligt gränspolisen innebar att Sverige helt tappat kontrollen på vilka som befinner sig i landet och att ett parallellsamhälle växer fram.

## Sveriges invandringspolitik

### Migration som kontroversiell fråga
Frågan splittrar inte bara människor utan även politiska partier; ofta påverkas människor av vad de tycker utifrån sin ideologiska läggning, till exempel står Sverigedemokraterna som invandringsfientligt parti medan Vänsterpartiet och Miljöpartiet snarare är invandringspositiva.
En anledning till att frågan är kontroversiell och splittrar många är för att det går att se den ur många perspektiv, samt att det är en fråga som handlar om mindre privilegierade människor, men även eftersom uppfattningar om migration skiljer sig. Enligt en undersökning som gjordes av Novus i juli 2020 och publicerades på SVT.se skiljer sig svenska folkets åsikter när det handlar om Sveriges migrationspolitik. 63 procent av respondenterna i undersökningen vill att Sverige ska ta emot färre asylsökande, medan 8 procent snarare vill se en ökad mottagning av asylsökande. Vidare tar undersökningen även upp hur stor volym Sverige ska ta emot och här tydliggörs det att åsikterna går isär. 16 procent vill inte se någon invandring alls medan 29 procent svarar att den borde ligga på högst 10 000 per år. Det går att jämföra med att ungefär var tionde respondent (11 procent) inte vill ha något volymtak alls.
Enligt Skolverket (2020) är migration en av flera kontroversiella frågor som tas upp i skolundervisning.

### Riksdagspartiernas ståndpunkter
Alla partier i Sveriges riksdag utom Sverigedemokraterna stod för en generös invandringspolitik fram till Migrationsöverenskommelsen hösten 2015. Samtliga partier utom Sverigedemokraterna och Vänsterpartiet kom då överens om att Sveriges migrationsvillkor skulle läggas på EU:s miniminivå.
Sedan 2015 har Vänsterpartiet konsekvent röstat för de förslag som varit för en öppnare migrationspolitik och även lagt egna förslag om amnesti för ensamkommande ungdomar. Sverigedemokraterna och Moderaterna har konsekvent drivit en motsatt linje, medan övriga partier ibland har stött mer restriktiv lagstiftning och ibland röstat för lagförslag som öppnar för utökade möjligheter till uppehållstillstånd.

### Regeringens politik
År 2011 beslutade Regeringen Reinfeldt tillsammans med Miljöpartiet att papperslösa skulle få rätt till sjukvård och deras barn fick rätt att gå i skolan. Beslutet omfattade även att öka arbetskraftsinvandring och anhöriginvandring men diskuterade även svårigheter att fastställa identiteter och diskuterade DNA-testning. I beslutet ändrades regeln att människor med "synnerligen ömmande omständigheter" skulle få stanna i Sverige till att människor med "särskilt ömmande omständigheter" skulle få stanna. I praktiken innebar det att människor med livshotande sjukdomar och apatiska flyktingbarn skulle få stanna.
En granskning av Riksrevisionen (RIR 2017:25) visade i november 2017 på bristande konsekvensanalyser inför migrationspolitiska propositioner för regeringarna mellan åren 2004 och 2015 som lade 26 propositioner med förslag som på olika sätt berör människors möjligheter att söka skydd i Sverige. Bristerna gällde oavesett riktning på förslagen. Granskningen visade att det bland annat saknades ekonomiska analyser, trovärdiga skattningar av antalet asylsökande samt beskrivningar av hur förslagen skulle påverka människor, myndigheter, kommuner och landsting. Den visade också att samtliga långtidsprognoser på det migrationspolitiska området 2004–2015 underskattade statens utgifter. Riksrevisionen hänvisade till krav i Kommittéförordningen, Regeringskansliets riktlinjer för konsekvensutredning och Propositionshandboken samt att Regeringskansliet borde redovisa framtida analyser transparent så att de kan upprepas och granskas av externa aktörer.
I kommittédirektiven till den migrationsutredning som tillsattes av Regeringen Löfven II 2019 hänvisade regeringen till Riksrevisionens kritik och ställde uttryckligen krav på kostnadsberäkningar, analys av effekter på migrationsströmmar och finansieringsdiskussioner.

## Opinion
Sedan början av 1990-talet till och med 2015 blev svenska folket successivt betydligt mindre negativa till flyktingmottagande, men antalet negativa ökade år 2016 efter flyktingkrisen, enligt SOM-institutets undersökningar. Emellertid har det under hela perioden varit avsevärt fler negativa än positiva (fler tycker att förslaget att ta emot färre flyktingar är bra än de som tycker det är ett dåligt förslag). Attityderna till att underlätta för mångkultur blev mer negativa bland medelålders och äldre under 2016 enligt Mångfaldsbarometern, som utförs av Gävle högskola. Liknande resultat visas i DN/Ipsos väljarundersökning, Statistiska centralbyråns (SCB) valundersökningar och SIFO:s undersökningar.